# Defender (videogioco 1981)
Defender è un videogioco di tipo sparatutto a scorrimento orizzontale spaziale, sviluppato e prodotto da Williams Electronics e uscito in sala giochi nel 1981 (con copyright del 1980). Ne esistono conversioni ufficiali per molte piattaforme casalinghe pubblicate dalla Atari/Atarisoft: Atari 2600, Atari 5200, Apple II, Commodore 64, ColecoVision, ecc.
Il gioco è stato realizzato da un team di persone a capo delle quali vi era Eugene Jarvis, programmatore anche di Robotron: 2084.
Defender è il primo videogioco nel quale è stato introdotto il concetto di scorrimento orizzontale.

## Modalità di gioco
Il giocatore controlla un'astronave in grado di muoversi su/giù e destra/sinistra e di sparare un raggio laser orizzontale. La navicella sorvola un pianeta con caratteristiche morfologiche simili ai paesaggi lunari.
Ci sono diversi tipi di astronavi nemiche sparse sul pianeta, spesso armate con proiettili e mine, ma anche pacifici umanoidi che camminano lentamente sulla superficie. 
La schermata scorre orizzontalmente, ma il verso del moto si può cambiare in ogni momento; l'ambiente è "circolare" (in quanto spostandosi a lungo in una direzione ci si ritrova al punto di partenza). Nella parte alta dello schermo compare una minimappa dove è visibile l'intera area di gioco con le posizioni delle unità (umanoidi e nemici).
L'astronave del giocatore è anche in grado di lanciare un numero limitato di smart bomb, che devastano tutti i nemici su largo raggio. Inoltre in situazioni critiche è possibile utilizzare l'iperspazio per teletrasportarsi in un punto casuale del pianeta, ma con il rischio di capitare proprio addosso a un nemico.
Nella versione originale per sala giochi il sistema di movimento orizzontale è particolare, in quanto anziché due controlli "destra" e "sinistra" sono presenti un pulsante "voltati" e uno "accelera". Questo in genere non accade nelle versioni casalinghe, che presentano anche molte altre varianti.
Il giocatore deve proteggere gli umanoidi, che possono essere rapiti da una particolare categoria di astronavi nemiche, quella dei Lander, in grado di "afferrare" un umanoide e sollevarlo in verticale fino a uscire dalla schermata; in seguito l'umanoide ritorna trasformato in mutante ostile al giocatore. Gli umanoidi possono essere salvati durante il rapimento se si spara al Lander (col giocatore che dovrà stare attento a non colpire gli umanoidi stessi), ma bisogna anche recuperarli con l'astronave prima che precipitino a terra. Le altre tipologie di velivoli nemici si chiamano Baiter, Bomber, POD e Swarmer: questi ultimi vengono generati a sciami dai POD distrutti. Quando tutte le astronavi nemiche sono state eliminate si ottiene un bonus che dipende dal numero degli umanoidi tratti in salvo, e si passa così a un nuovo livello. Non appena l'ultimo umanoide viene trasformato oppure ucciso, il pianeta esplode e tutti i Lander si trasformano in mutanti.

## Eredità

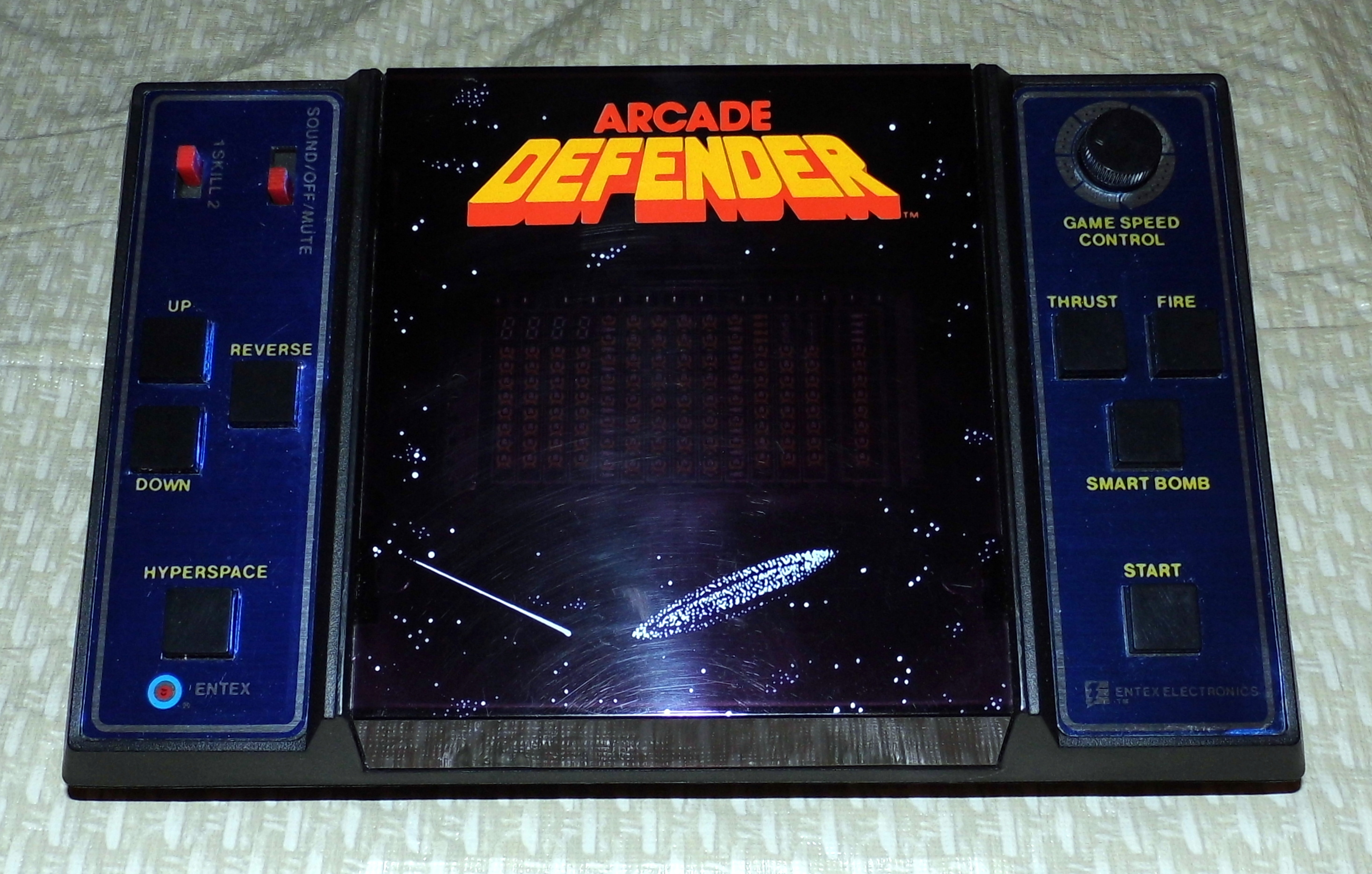
Il gioco elettronico portatile di Defender

Nel 1981 è uscito il seguito ufficiale dell'arcade, Stargate. Il sequel arcade successivo fu Strike Force del 1991.
Altri titoli uscirono solo per piattaforme domestiche: StarRay del 1988 per vari computer, intitolato Revenge of Defender negli USA, Defender 2000 del 1996 per Atari Jaguar, Defender: For All Mankind del 2002 per varie console.
Oltre alla serie ufficiale si può dire che Defender inaugurò un intero filone di giochi simili, tra cui Repton, Dropzone, Insects in Space e la parodia Attack of the Mutant Camels.
La Williams produsse anche un omonimo flipper basato sul videogioco, mentre la Entex lanciò sul mercato un gioco elettronico VFD in formato da tavolo e portatile.
Defender ispirò anche un omonimo gioco da tavolo della MB per due giocatori; esso si svolge su una scacchiera dove ciascun giocatore controlla una serie di proprie astronavi, mentre gli alieni possono essere controllati da entrambi.

## Storia
L'azienda produttrice, la Williams Electronics, aveva puntato moltissimo su questo titolo, tanto che venne organizzata una grande convention per il giorno dell'inaugurazione. La storia vuole che la sera prima di questa importante data i programmatori si siano accorti di essersi dimenticati di programmare l'attractive mode, ovvero la parte del programma che entra in funzione quando nessuno sta giocando. Per colmare questa grave mancanza il team lavorò duramente per tutta la notte. Si presentò un grave problema: a causa di quest'ultimo intervento sul codice del programma il gioco aveva iniziato a non funzionare più. Presi dallo sconforto i programmatori lavorarono alacramente in quanto il rischio di un fallimento del progetto era chiaramente effettivo e molto probabile. Riuscirono a risolvere questo grave problema pochi minuti prima dell'inizio e il gioco riscosse un grande successo di pubblico.
Eugene Jarvis è l'unico sviluppatore di videogiochi che ha visto una sua opera riprodotta su un francobollo degli Stati Uniti. La serie Celebrate the Century ritrae nel foglio dedicato agli anni ottanta due bambini intenti a giocare a Defender.